# Isaac León Frías
Isaac León Frías (Lima, 29 de noviembre de 1944), también conocido como Chacho León, es un crítico de cine, periodista, historiador cinematográfico, escritor y docente peruano. Ha trabajado como crítico para los principales diarios y revistas del país (El Comercio, Caretas, La Crónica, etc.), así como haber escrito más de una docena de libros y artículos cinematográficos. Fue director de la revista Hablemos de Cine entre 1965 y 1985 y de la Filmoteca del Museo de Arte de Lima desde 1986 hasta 2001.
Es miembro de la Federación Internacional de la Prensa Cinematográfica, y ha participado como expositor y jurado de la crítica en festivales nacionales e internacionales en Perú, Argentina, Brasil, Cuba, España y México.

## Biografía
Hijo de Isaac León Cavassa y Matilde Frías Saralegui. Desde temprana edad, Isaac, se involucró en el rubro de las artes, letras y humanidades, cursando la carrera de Letras y Ciencias Sociales de la Pontificia Universidad Católica del Perú (PUCP), obteniendo el grado de Licenciado en Sociología. Adicionalmente, cuenta con el grado de Magíster en Periodismo y Comunicación Multimedia por la Universidad San Martín de Porres (USMP). 

## Publicaciones
Dentro de sus publicaciones, destaca El cine en las entrañas (2016), libro editado en Lima por Argos Productos Editoriales.El libro está compuesto por una selección de artículos publicados en la revista Hablemos de cine de la Pontificia Universidad Católica del Perú (PUCP). De igual manera, junto a Federico de Cárdenas, en tanto editores, publicaron tres tomos antológicos de la revista Hablemos de Cine. Los textos que componen estos tomos son una selección de las publicaciones realizadas entre 1965 y 1984. El primer tomo se dedica a cine peruano y latinoamericano; el segundo, a la obra de directores, géneros y cinematografías y, el tercero, a la crítica de cine que aparecía en la revista bajo el título de 'Aquí Opinamos'.  Además, es colaborador habitual de la revista de cine Ventana indiscreta y de su pódcast Páginas indiscretas.

## Reconocimientos y premios
- 2015. Personalidad Meritoria de la Cultura por el Ministerio de Cultura de Perú[9]
- 2015. Reconocimiento por los 50 años de su destacada trayectoria en la prensa cinematográfica (Festival de Cine de Lima)[10]
- 2017. Premio Iberoamericano Fénix por su labor crítica (México)[11][12]